# Armenian Genocide
Armenian Genocide est un documentaire américain tourné pour la télévision réalisé par Andrew Goldberg en 2006.

## Synopsis
Ce documentaire retrace l'Histoire du génocide arménien qui a eu lieu de 1915 à 1916.

## Distribution
- Julianna Margulies : la narratrice (voix)
- Laura Linney : Maria Jacobsen (voix)
- Orlando Bloom : Auguste Berneau (voix)
- Natalie Portman : Aurora Mardiganian (voix)
- Ed Harris : US Consul Leslie Davis (voix)
- Jared Leto (voix)
- Paul Rudd (voix)

Avec la participation de :	
- Ron Suny ;
- Peter Balakian ;
- Elizabeth Frierson ;
- Vahakn Dadrian ;
- Taner Akçam ;
- Fatma Müge Göcek ;
- Fikret Adanir ;
- Tessa Hofmann ;
- Halil Berktay ;
- Ara Sarafian ;
- Samantha Power ;
- Ragib Zarakolu ;
- Israel Carmy.